# Мятликовые (триба)
Мя́тликовые (лат. Poeae) — триба семейства Злаки (Poaceae), к которой относится такое используемое в хозяйстве растение, как овёс, а также широко распространённые травянистые растения — мятлик, полевица, луговик и др. Это одна из наиболее значимых и разнообразных триб среди злаков, которая объединяет большое количество родов и видов, многие из которых играют важную роль в сельском хозяйстве, экологии и культуре человека. Мятликовые распространены практически повсеместно, встречаясь в самых разных климатических зонах и типах растительности.

## Ботаническое описание
Растения трибы Мятликовые характеризуются следующими общими признаками:
Стебель: Обычно прямостоячий, иногда ползучий или восходящий, с узлами и междоузлиями.
Листья: Линейные или линейно-ланцетные, обычно параллельные жилкования, с влагалищными основаниями у стебля.
Соцветие: Колосок, состоящий из нескольких цветков, собранных в метёлку или колос.
Цветки: Мелкие, однополые или обоеполые, окруженные чешуями. Плод — зерновка.
Корневая система: Разнообразная, может быть мочковатой или стержневой.

## Экологическое значение
Многие виды мятликовых играют ключевую роль в поддержании естественных экосистем. Они образуют основу растительного покрова на лугах, пастбищах и степях, обеспечивая пищей многочисленных животных, включая копытных и насекомых. Некоторые виды способны расти на засолённых и сухих почвах, что делает их важными элементами биоразнообразия в экстремальных условиях.
Кроме того, мятликовые активно участвуют в процессах почвообразования и стабилизации почвы, предотвращая эрозию и способствуя накоплению органического вещества.
Хозяйственное использование
Помимо использования в качестве сельскохозяйственных культур (например, овса), мятликовые находят применение в следующих областях:
Газоны и спортивные поля: Многие виды мятлика и полевицы широко используются для создания декоративных газонов и покрытия футбольных полей, гольф-полей и других спортивных сооружений.
Кормовые культуры: Такие виды, как овес и полевица, служат важным источником корма для скота, особенно в регионах с холодным климатом.
Озеленение и рекультивация земель: Мятликовые могут использоваться для озеленения промышленных территорий, рекультивации нарушенных земель и борьбы с эрозией почвы.

## Классификация
По информации проекта Germplasm Resources Information Network (GRIN, 2017), триба Мятликовые включает 24 подтрибы:
- Agrostidinae Fr. (1835) — Полевицевые
- Airinae Fr. (1835) — Айровые
- Alopecurinae Dumort. (1829) — Лисохвостовые
- Ammochloinae Tzvelev (1976) — Песочницевые
- Anthoxanthinae A.Gray (1856) — Пахучеколосниковые
- Aveninae J.Presl (1830) — Овсовые
- Brizinae Tzvelev (1968) — Трясунковые
- Cinninae Caruel (1892) — Цинновые
- Calothecinae Soreng (2015)
- Coleanthinae Rouy (1913) — Влагалищецветниковые
- Cynosurinae Fr. (1835)
- Dactylidinae Stapf (1898) — Ежевые
- Holcinae Dumort. (1868) — Бухарниковые
- Loliinae Dumort. (1829)
- Miborinae Asch. & Graebn. (1899)
- Miliinae Dumort. (1829) — Боровые
- Parapholiinae Caro (1982)
- Phalaridinae Fr. (1835) — Канареечниковые
- Poinae Dumort. (1829) — Мятликовые
- Puccinelliinae Soreng & J.I.Davis (2003)
- Scolochloinae Tzvelev (1987) — Тростянковые
- Scribneriinae Soreng & J.I.Davis (2003)
- Sesleriinae Parl. (1845) — Сеслериевые
- Torreyochloinae Soreng & J.I.Davis (2003)[1]